# Hnutí za nezávislost Sicílie

Vlajka sicilské národní fronty (Frunti Nazziunali Sicilianu)

Hnutí za nezávislost Sicílie (sicilsky Muvimentu pâ Nnipinnenza dâ Sicilia, italsky Movimento per l'Indipendenza della Sicilia) je separatistické hnutí, jehož cílem je nezávislost ostrova Sicílie na Itálii. Má své kořeny v hnutí činném v letech 1943 až 1947. Je členem-pozorovatelem Evropské svobodné aliance, jeho vůdcem je Salvatore Musumeci.